# Robert Johnson (mučenik)
Robert Johnson bio je katolički svećenik i mučenik ubijen za vrijeme vladavine Elizabete I.

## Životopis
U mladosti je bio sluga u gospodskoj kući.
Pridružio se njemačkom kolegiju u Rimu 1. listopada 1571. godine. Za svećenika je zaređen u Bruxellesu na engleskom koledžu u Douaiju. Nakon hodočašća u Rim 1579. vratio se u Englesku 1580. te je uhićen 12. srpnja i stavljen u zatvor. Johnson je prebačen u Londonski Tower 5. prosinca, mučen 16. prosinca i stavljen u tamnicu do suđenja 14. studenog 1581. godine.
Johnson je bio jedan od 19 svećenika kojima je suđeno sa svetim Edmundom Campionom u Westminster Hallu u kasnu jesen 1581. godine. Optuženi su za izdaju prema Zakonu iz 1351. koji se nije odnosio na religiju, već na izmišljenu urotu protiv kraljice poznatu kao „Urota Rima i Rheimsa”. Svrha je bila poslati poruku da svećenici nisu osuđeni zbog svoje vjere, već zbog urote protiv kraljice, što su optužbe koje su odlučno odbacili. Naknadno je osuđen 20. studenog i pogubljen zajedno s Thomasom Fordom i Johnom Shertom 28. svibnja 1582. godine. Johnson je posljednji umro, nakon što je bio prisiljen gledati raščetvorenje Sherta. Johnson se počeo moliti na latinskom, a svećenik mu je rekao da „moli kako je Krist učio”. Johnson je odgovorio: „Što! Mislite li da je Krist poučavao na engleskom?” Sva trojica su proglašeni blaženima 1889. godine.